# جاستینه پلملی
جاستینه پلملی (به انگلیسی: Justine Pelmelay) (زاده ۲۴ سپتامبر ۱۹۵۸) خواننده هلندی است.
او نماینده هلند در مسابقه آواز یوروویژن ۱۹۸۹ بود.
او در سانحه کاستا کنکوردیا از مسافران این کشتی بود.